# Kim Wilde
Kim Wilde (tên khai sinh:Kim Smith; sinh ngày 18 tháng 11 năm 1960)  là một nữ ca sĩ nhạc pop, tác giả, DJ và người dẫn chương trình truyền hình người Anh. Cô lần đầu tiên có được thành công vào năm 1981 với đĩa đơn đầu tay "Kids in America", đạt vị trí thứ hai tại Anh. Năm 1983, cô nhận được giải thưởng Brit cho Nữ nghệ sĩ solo xuất sắc nhất nước Anh. Năm 1986, cô đã có một bản hit số hai ở Anh với phiên bản được làm lại của bài hát "You Keep Me Hangin 'On" của ban nhạc Supreme, cũng đứng đầu Billboard Hot 100 của Hoa Kỳ năm 1987. Từ năm 1981 đến năm 1996, cô đã có 25 đĩa đơn lọt vào Top 50 của bảng xếp hạng đĩa đơn của Anh. Các bản hit khác của cô bao gồm " Chequered Love" (1981), "You Came" (1988) và "Never Trust a Stranger" (1988). Năm 2003, cô hợp tác với Nena trong bài hát " Anyplace, Anywhere, Anytime ", đứng đầu các bảng xếp hạng của Hà Lan.
Trên toàn thế giới, Wilde đã bán được hơn 10 triệu album và 20 triệu đĩa đơn. Cô giữ kỷ lục là nghệ sĩ solo nữ được xếp hạng nhiều nhất của Anh trong thập niên 1980, với mười bảy đĩa đơn hàng đầu của Vương quốc Anh. Bắt đầu từ năm 1998, trong khi vẫn hoạt động trong âm nhạc, cô đã chuyển sang một nghề nghiệp thay thế là một người làm vườn cảnh quan, bao gồm các chương trình làm vườn trên BBC và Channel 4. Vào năm 2005, cô đã giành được một giải Vàng cho khu vườn trong sân của mình tại Triển lãm hoa của Hội trồng hoa Hoàng gia.

## Tuổi thơ
Là con lớn nhất của rock 'n' roller Marty Wilde (tên khai sinh Reginald Smith) và Joyce Baker, từng là thành viên của nhóm ca hát và nhảy múa The Vernons Girls, Kim Smith được sinh ra ở vùng ngoại ô phía tây London của Chiswick và học Trường dự bị Oakfield, ở khu vực Đông Nam London của Dulwich.  Khi cô 9 tuổi, gia đình chuyển đến Hertfordshire, nơi cô được giáo dục tại Tewin và sau đó là Trường Presdales. Năm 1980, ở tuổi 20, cô đã hoàn thành khóa học dự bị tại Đại học Nghệ thuật & Thiết kế St Albans. Với tên Kim Wilde, cô đã được Mickie Most ký hợp đồng với Rak Records.

## Sự nghiệp âm nhạc

### Những năm với RAK

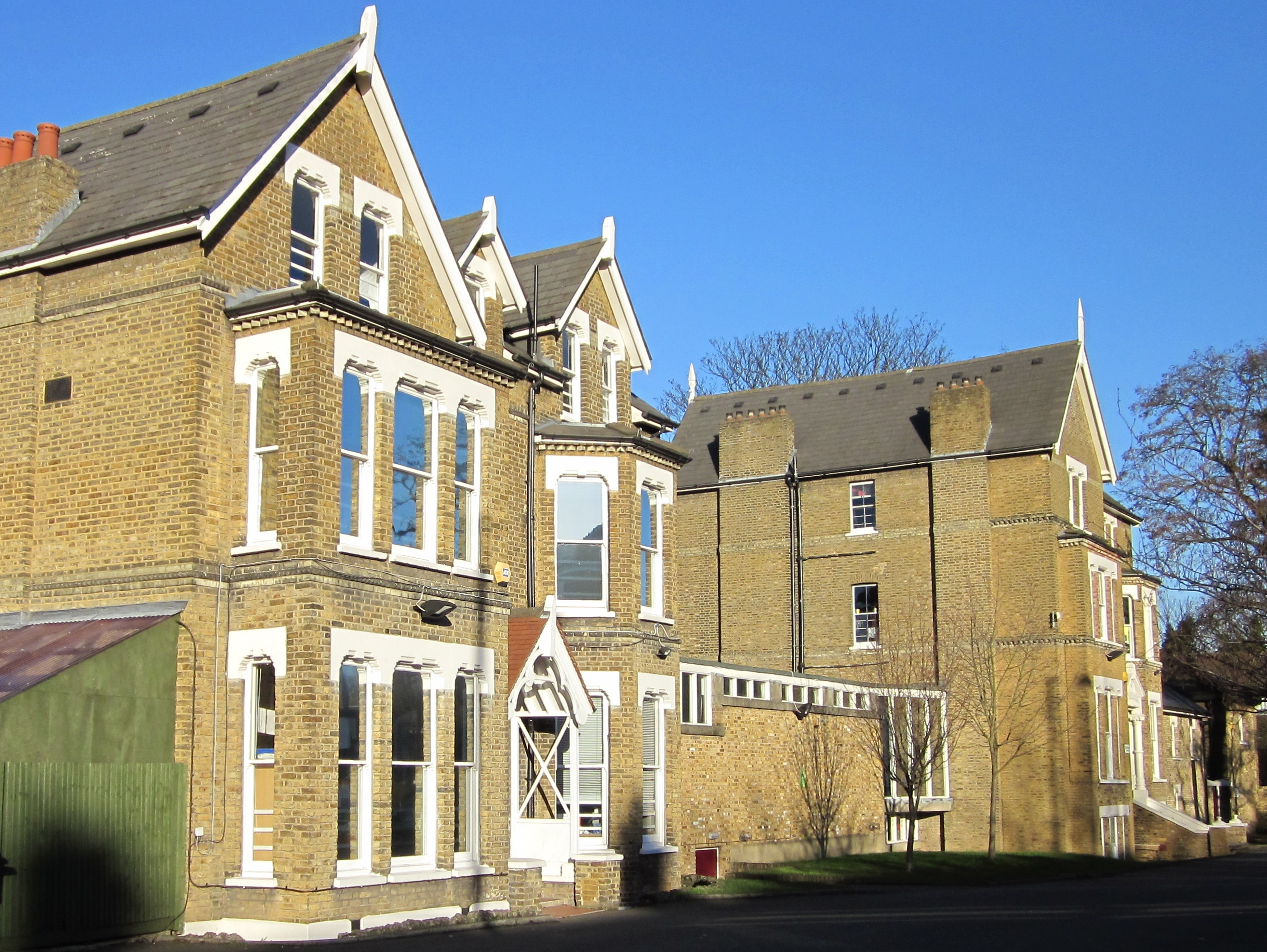
Trường dự bị Oakfield ở Dulwich

Wilde đã phát hành đĩa đơn đầu tay "Kids in America" vào tháng 1 năm 1981. Bài hát thành công ngay lập tức, và đạt vị trí thứ hai trong Bảng xếp hạng đĩa đơn của Anh và lọt vào Top 5 ở các quốc gia khác như Đức, Pháp và Úc. Mặc dù nó chỉ đạt được thành công vừa phải ở Mỹ, đạt vị trí thứ 25 khi được phát hành vào năm 1982, nhưng ngày nay bài hát này thường được coi là bài hát đặc trưng của Wilde. Album đầu tay của cô Kim Wilde lặp lại thành công của đĩa đơn, tạo ra hai bản hit nữa với "Chequered Love" (Top 5 ở Anh, Pháp, Úc và Đức) và đĩa đơn " Water on Glass" chỉ phát hành ở Anh.
Album tiếp theo của Wilde là Select năm 1982, được dẫn dắt bởi các đĩa đơn nổi tiếng " Campuchia " và " View from a Bridge". Cả hai đều là những hit số 1 ở Pháp và đạt vị trí Top 10 ở Đức và Úc. Vào thời điểm đó, có một số tranh cãi về sự do dự của Wilde khi thực hiện các buổi hòa nhạc trực tiếp. Các buổi hòa nhạc đầu tiên của cô vào tháng 9 năm 1982 đã diễn ra tại Đan Mạch, trước khi bắt đầu chuyến lưu diễn toàn Vương quốc Anh vào tháng 10. Album thứ ba của Wilde, Catch as Catch Can (1983) là một thất bại tương đối.  Đĩa đơn đầu tiên trong album, " Love Blonde ", là một thành công khác ở Pháp và Scandinavia, nhưng không thành công lớn ở các quốc gia khác. Thất bại của album đã khiến cô rời RAK và ký hợp đồng với MCA Records vào mùa hè năm 1984.

### Những năm với MCA
Album MCA đầu tiên của Wilde Tease & Dares một lần nữa bị thất bại ở quê nhà,  nhưng được đánh giá cao hơn ở Đức, Pháp và Scandinavia cũng như có được một đĩa đơn Top 10 khác của Đức với bài "The Second Time" (Top 30 ở Anh). Video cho bài hát này xuất hiện trong một tập phim truyền hình đình đám thập niên 1980 của Knight Rider năm 1985. Đĩa đơn thứ hai, "The Touch", không phải là một thành công thương mại, nhưng duy nhất, thứ ba rockabilly " Rage To Love", đạt Top 20 tại Anh năm 1985. Tất cả các bài hát của Wilde cho đến thời điểm này, bao gồm tất cả các bản hit lớn của cô, đã được viết bởi cha cô Marty và anh trai của cô, Ricky. Trong album Tease & Dares cô đã viết hai bài hát. Trong khi đó, Wilde đã bắt tay vào ba chuyến lưu diễn tại châu Âu (1983, 1985 và 1986). 
Trong album thứ năm của cô, Another Step, 1986, Wilde đã viết hoặc đồng sáng tác hầu hết các bài hát. Đĩa đơn đầu tay của album " Schoolgirl " đã bùng nổ ở châu Âu và Úc, nhưng vận may của Wilde đã cải thiện thời trang ngoạn mục với đĩa đơn thứ hai của album, bản làm lại Hi-NRG của tác phẩm kinh điển của Supreme " You Keep Me Hangin 'On". Sau khi đứng đầu các bảng xếp hạng ở Úc và Canada và đạt vị trí thứ hai tại Vương quốc Anh, nó đã trở thành đĩa đơn số một của Hoa Kỳ vào năm 1987. Với bản hit đó, cô trở thành nữ nghệ sĩ solo thứ năm của Vương quốc Anh từng đứng đầu Hot 100 Hoa Kỳ, sau Petula Clark, Lulu, Sheena Easton và Bonnie Tyler. Sự nổi tiếng của cô, đặc biệt là ở Vương quốc Anh, đã được hồi sinh và cô đã ghi được thêm 10 bài hát hay nhất vào năm 1987 với "Another Step (Closer to You)" (được ghi âm với Junior) và " Rockin' Around the Christmas Tree" (một đĩa từ thiện Comic Relief, được ghi lại với diễn viên hài Mel Smith).
Năm 1988, Wilde phát hành album bán chạy nhất của mình cho đến nay, Close, đã đưa cô trở lại top 10 Vương quốc Anh và có mặt gần tám tháng trên bảng xếp hạng album Anh. Nó đã tạo ra bốn bản hit lớn của châu Âu: "Hey Mr. Heartache", "You Came", "Never Trust a Stranger" và "Four Letter Word" (3 bài cuối cùng là 10 bài hit hàng đầu ở Anh). Việc phát hành album trùng với một chuyến lưu diễn ở Châu Âu, nơi cô là ca sĩ mở màn cho Bad World Tour của Michael Jackson. Wilde đã phát hành album tiếp theo của cô, Love Moves, vào năm 1990. Album hầu như không lọt vào Top 40 của Vương quốc Anh, và mặc dù nó là một thành công trong Top 10 ở các nước Scandinavi, nhưng nó đã không bán được như người tiền nhiệm và chỉ tạo ra hai hit nhỏ, "It's Here" thành công Top 20 ở Trung và Bắc Châu Âu cũng như "Can't Get Enough (Of Your Love)", Top 20 cuối cùng của cô tại Pháp. Cô đi lưu diễn châu Âu một lần nữa, lần này là ca sĩ hát đầu cho tour của ca sĩ đồng hương người Anh David Bowie.